# 香港聯合船塢

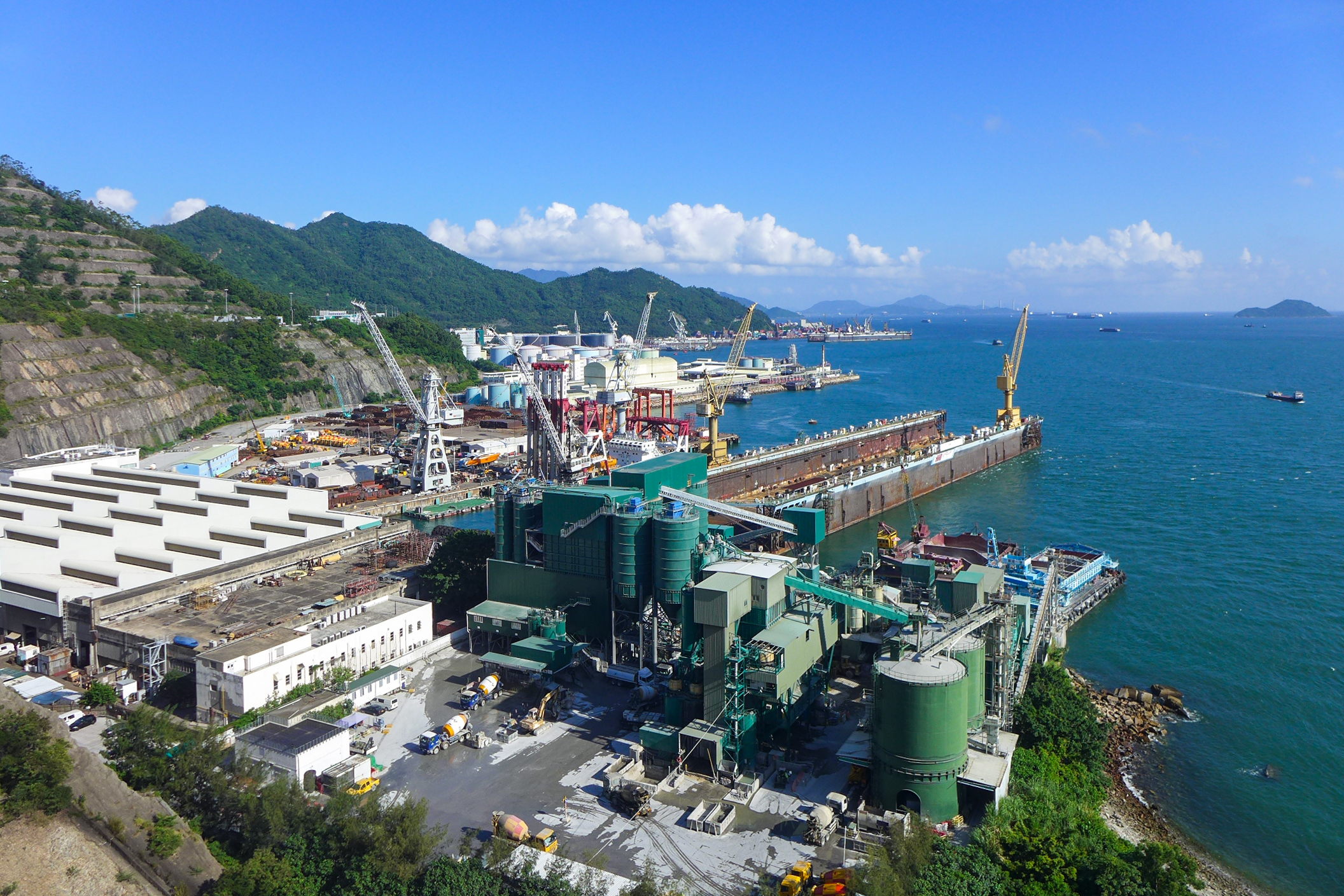
香港聯合船塢，遠眺青馬大橋

香港聯合船塢是香港的一座船塢，位於新界青衣島西北部，由長江和記實業有限公司全資擁有，主要從事拖船、打撈服務、修船、機電工程及汽車服務。
香港聯合船塢的前身是位於香港島鰂魚涌的太古船塢，以及位於九龍紅磡的黃埔船塢。兩所船塢分別在1970年代及1980年代拆卸，其後在青衣合作開設香港聯合船塢，並由西松建設承建新址。
香港聯合船塢位處於青衣島茜草灣之西北，面對馬灣海峽，鄰近青衣蜆殼油庫及青衣西北交匯處。
長和（0001）在2021年8月6日收購太古（0019）旗下香港聯合船塢50%權益，完成收購後，長和將全資擁有聯合船塢公司及用地。
2023年3月聯合船塢集團向城規會申請將青衣船塢用地連同附近政府地塊改建，提供1.5萬伙住宅，被視為黃埔花園2.0。

## 外部連結
- 香港聯合船塢集團 （页面存档备份，存于）

1. ↑  .   [2023-03-27]. （原始内容存档于2023-03-27） （中文（繁體））. （页面存档备份，存于）